# Parakrin signalering
Parakrin signalering innebär att en cell skickar ut signalmolekyler som släpps ut och påverkar närliggande celler. Det kan röra sig om utsöndring av tillväxtfaktorer som får närliggande celler att dela sig. Signalämnen som på detta sätt verkar över korta avstånd kallas inom biologin för lokala hormoner. Vanligtvis är det en celltyp som signalerar och en annan som tar emot budskapet. Men det finns också en typ av autokrin signalering vilket innebär att celler skickar ut signalmolekyler som påverkar sig själv och närliggande celler i samma vävnad. Detta används exempelvis av vissa cancerceller för att stimulera sin egen tillväxt. För att parkarin kommunikation verkligen ska ske på ett lokalt plan fångas signalmolekylerna snabbt upp av de målceller som ligger nära. Molekyler som inte tas upp bryts ner av molekyler i den extracellulära matrixen.  
Jämför med endokrin och autokrin signalering.